# Королівські військово-морські сили Італії
Королівські військово-морські сили Італії (італ. Regia Marina, досл. «Королівський флот» вимовляється як [ˈrɛːdʒa maˈriːna]; RM)) — військово-морські сили Королівства Італії, що існували у складі Збройних сил Італії в період Королівства з 1861 по 1946 роки. У червні 1946 року, з проголошенням в Італії республіки, ВМС були перейменовані на військово-морські сили Італії (італ. Marina Militare).
Італійські військово-морські сили були засновані 17 березня 1861 року й формувалися шляхом об'єднання флотів різних держав, які існували на Апеннінському півострові на момент проголошення Королівства Італія. 20 липня 1866 року в битві біля Лісси сталося бойове хрещення нового флоту. Морська битва велася проти флоту Австрійської імперії і італійці зазнали в ній поразки. Наприкінці XIX століття Королівські ВМС пройшли період модернізації, відновивши свою могутність. У 1911 і 1912 роках італійський флот брав участь в італо-турецькій війні, діючи проти Османської імперії. Після вступу Італії у Першу світову війну Королівський флот бився на стороні Антанти, діючи переважно в акваторії Адріатичного моря, протистоячи свому споконвічному противнику — австро-угорському флоту, а також вів активну протичовнову боротьбу проти німецько-австро-угорської підводних сил у Середземному морі.
У міжвоєнні роки в Королівстві, особливо після приходу до влади фашистів, почалася масштабна модернізація флоту таким чином, щоб він міг досягти панування над Середземним морем. Запровадження цих змін з нарощування спроможностей флоту були відповіддю на французькі військово-морські сили, які розглядалися як найбільш імовірний противник. У цей період Королівський флот грав обмежену роль в агресії в Ефіопію, громадянській війні в Іспанії, а також у вторгненні в Албанію.
10 червня 1940 року Королівство Італія оголосило війну Франції та Великій Британії і вступило у Другу світову війну, маючи п'ятий за величиною флот у світі. Флот мав значні надводні та підводні сили, які могли боротися за контроль над Середземним морем, що італійський диктатор Беніто Муссоліні вважав важливою передумовою для розширення своєї «Нової Римської імперії». Відповідно Середземноморський театр воєнних дій став основним для Королівських ВМС. Два з половиною роки італійці та Королівський флот Великої Британії вели боротьбу за контроль над цим геостратегічним регіоном. Основною метою італійського флоту стала підтримка сил Осі в Північній Африці, блокування комунікаційних шляхів постачання противника до Александрії та Мальти. Італійські підводні човни, взаємодіючі із підводними човнами нацистської Німеччини, також брали участь у битві за Атлантику.
У вересні 1943 року Королівство Італія капітулювало, і новий уряд Італії погодився на перемир'я з союзниками та вимогою перевести свої кораблі до баз союзників. Для боротьби на боці антигітлерівської коаліції були сформовані оновлені ВМС Італії. До завершення війни в Європі італійські кораблі брали обмежену участь у морській війні в Атлантичному океані, але через відсутність повної довіри італійським адміралам та офіцерам і великі сумніви щодо лояльності екіпажів, їхня роль була номінальною.
2 червня 1946 року італійська монархія була скасована, Королівство замінила Італійська Республіка. Regia Marina стала основою ВМС Італійської Республіки.

## Історія

### Становлення італійського флоту
Королівські військово-морські сили Італії були засновані 17 березня 1861 року після проголошення утворення Королівства Італія. Подібно до того, як Королівство стало об'єднанням різних держав, які існували на Апеннінському півострові, так і італійський флот був сформований з флотів цих держав. Основним кістяком королівського флоту стали військово-морські сили колишніх королівств Сардинії та Неаполя. Новий флот успадкував значну кількість кораблів, як вітрильних, так і парових, а також давні військово-морські традиції своїх попередників, особливо Сардинії та Неаполя.
Водночас, створений флот мав деякі серйозні недоліки.
По-перше, він потерпав від відсутності одноманітності та згуртованості; італійський Королівський флот являв собою неоднорідну суміш озброєння, устаткування, обладнання, стандартів і практики, і навіть спостерігалася ворожнеча між офіцерами з різних колишніх флотів. Ці проблеми ускладнилися продовженням існування окремих офіцерських шкіл у Генуї та Неаполі, і труднощі спостерігалися аж до відкриття єдиної військово-морської академії в Ліворно у 1881 році.

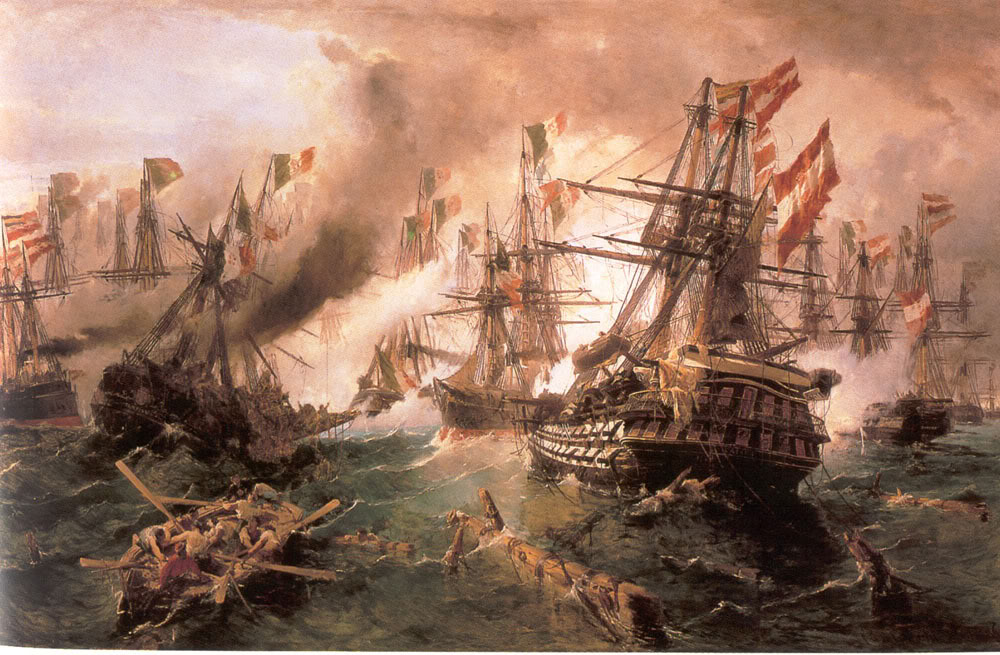
Битва біля Лісси

По-друге, об'єднання відбулося в епоху швидкого розвитку військово-морських технологій і тактики ведення морського бою, про що свідчить спуск Францією в 1858 році на воду броненосця «Глуар», а пізніше поява найсучасніших кораблів та битва в 1862 році між «Монітор» і «Вірджинія». Ці нововведення швидко перетворило старі військові кораблі на застарілі. Італія не мала верфей чи інфраструктури для будівництва необхідних сучасних кораблів, але тодішній міністр військово-морського флоту адмірал Карло ді Персано запустив значну програму закупівлі військових кораблів на іноземних судноверфях.
20 липня 1866 року в битві біля Лісси під час Третьої війни за незалежність Італії (паралельно із Семитижневою війною) відбулося бойове хрещення нового флоту. Морська битва велася проти флоту Австрійської імперії і відбулася біля острова Лісса в Адріатичному морі. Це була одна з небагатьох битв флоту у другій половині XIX століття, і як велика морська битва, стала першим зіткненням ескадр парових броненосних кораблів; хоча основною формою ведення морського бою був таран, часто битва біля Лісси вважається такою, що мала глибокий вплив на подальшу конструкцію військового корабля та тактику його застосування.
Італійський флот, яким командував адмірал Персано, налічував 12 броньованих і 17 кораблів з дерев'яним корпусом, хоча лише один, «Аффондаторе», був першим італійським кораблем з артилерією в баштах найсучаснішої конструкції. Незважаючи на помітну невигідність у чисельності та оснащенні, перевага австрійців під керівництвом адмірала Вільгельма фон Тегетгофа призвела до серйозної поразки для Італії, яка втратила два броньованих кораблі та 640 людей.

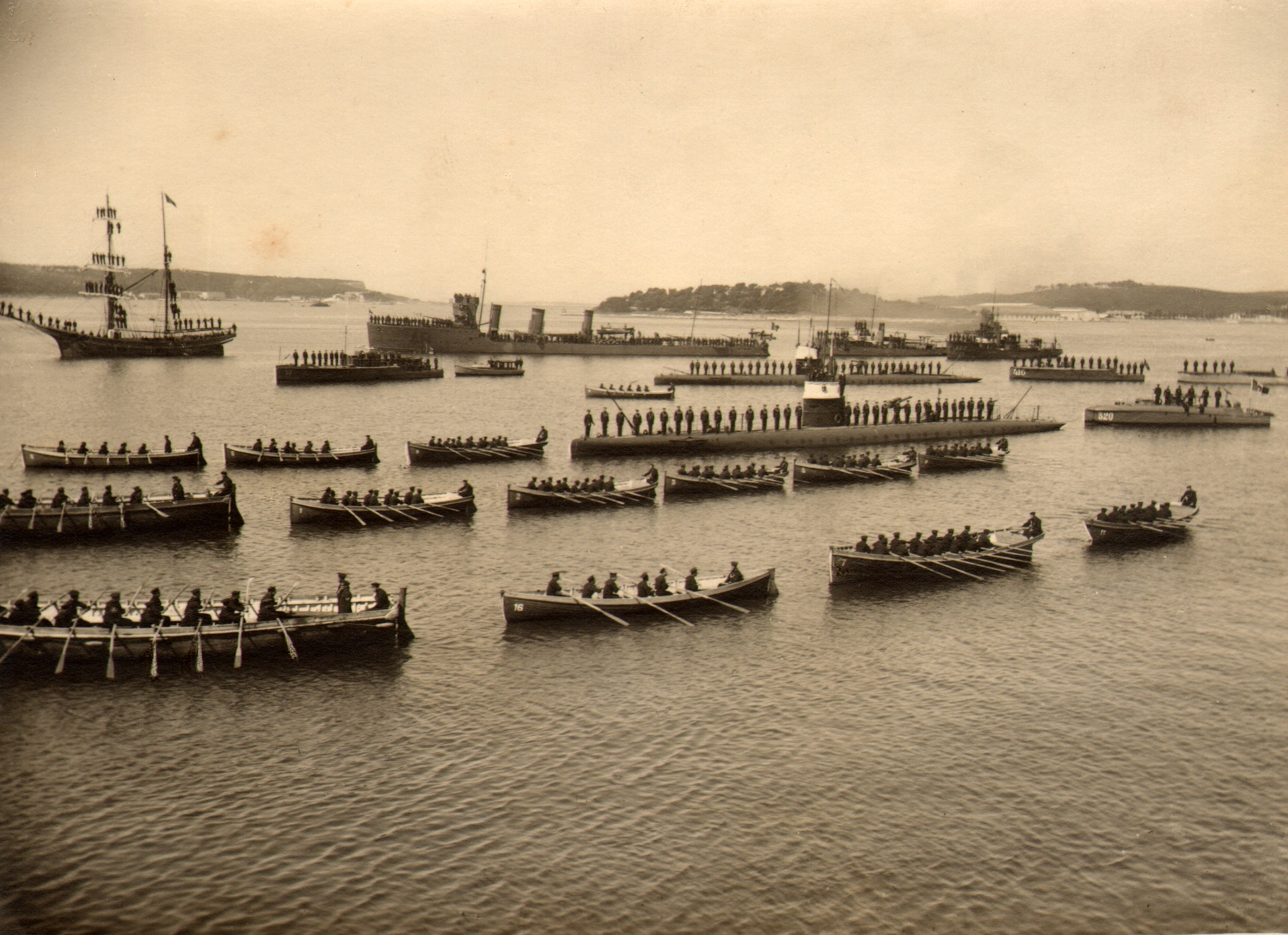
Парад Королівських ВМС Італії

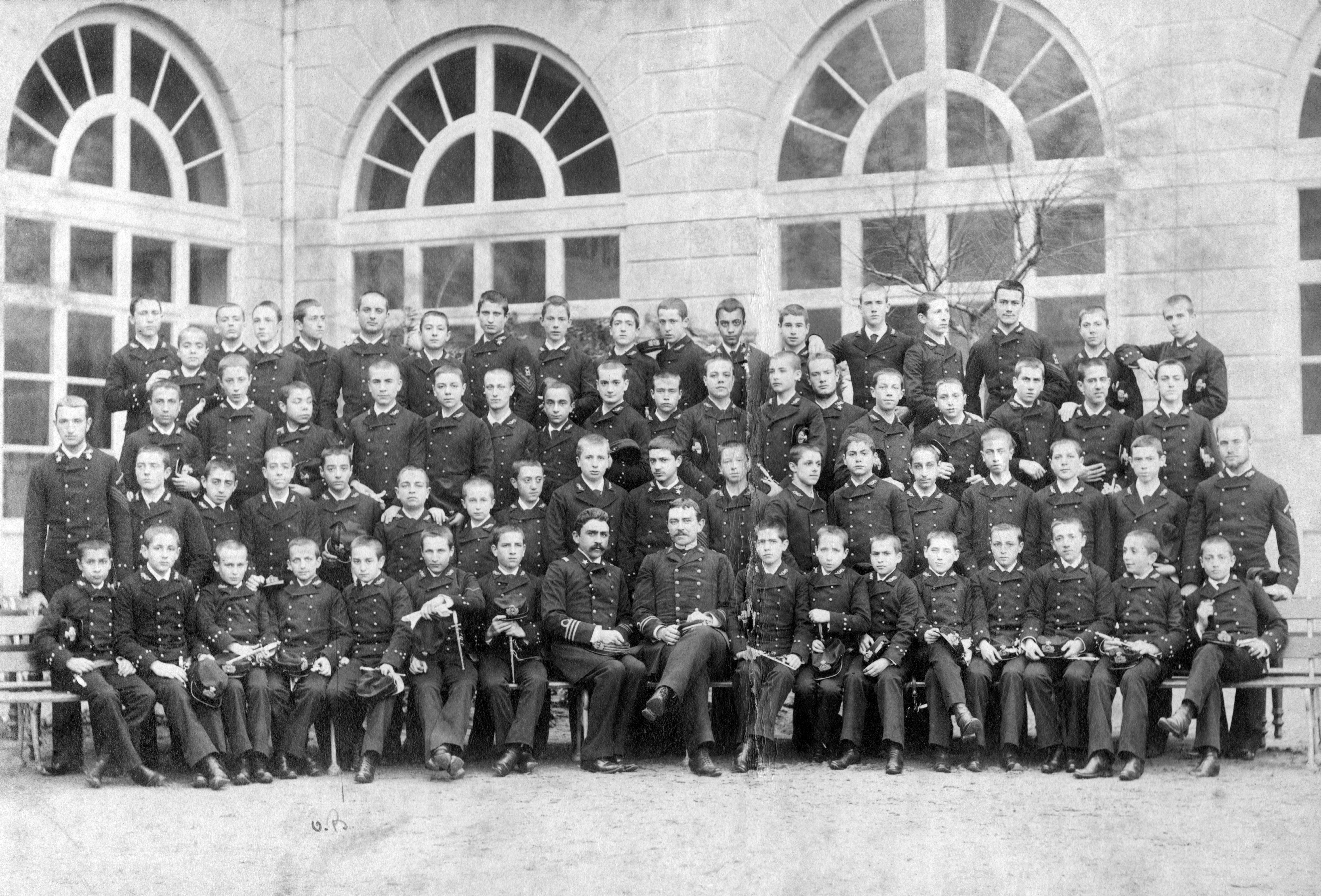
Випуск Військово-морської академії Італії 1890 року

Після війни Королівський флот пережив кілька складних років, оскільки військово-морський бюджет був суттєво скорочений, що погіршило ефективність флоту та темпи будівництва нових кораблів. Лише в 1870-х роках під керівництвом Сімона Пакоре де Сен-Бон ситуація почала покращуватися. У 1881 році був уведений в експлуатацію лінкор «Дуіліо», а в 1882 році — лінкор «Енріко Дандоло»; на той час це були найпотужніші військові кораблі у світі, що свідчило про відновлення могутності італійського флоту. У 1896 році корвет «Мадженда» завершив навколосвітню подорож. Наступного року Regia Marina провела експерименти з Гульєльмо Марконі у використанні радіозв'язку. У 1909 році на флоті вперше використано літак. Італійський військово-морський офіцер Вітторіо Куніберті в 1903 році у своїй опублікованій статті першим запропонував проєкт великого лінкора, вся корабельна артилерія якого була б єдиного великого калібру, цей проєкт пізніше буде відомий як дредноут.
У 1911 і 1912 роках італійський флот брав активну участь в італо-турецькій війні, діючи проти Османської імперії. Оскільки більшість османського флоту залишалася у відносній безпеці Дарданелл, італійці домінували в Середземному морі під час конфлікту, здобувши перемоги над османськими легкими силами флоту в битвах при Превезі та Бейруті. У Червоному морі італійські війська значно переважали війська Османської імперії, які мали там лише ескадру канонерських човнів. Вони були знищені під час спроби відійти в Середземне море в битві в затоці Кунфіда.

### Перша світова війна
До початку Першої світової війни в 1914 році Королівство Італія побудувало шість лінійних кораблів-дредноутів: («Данте Аліг'єрі» як прототип; «Джуліо Чезаре», «Конте ді Кавур» і «Леонардо да Вінчі» класу «Конте ді Кавур»; і «Андреа Доріа» і «Дуіліо» класу «Андреа Доріа»), але вони не брали участі у великих морських діях під час Першої світової війни, оскільки вони перебували поблизу італійських берегів в готовності до перехоплення виходу великого угруповання австро-угорського флоту, яке так і не сталося.
Після вступу Італії у війну Королівський флот основні зусилля зосереджував в Адріатичному морі, протистоячи австро-угорському флоту. Адріатична кампанія Першої світової війни складалася в основному з австро-угорських бомбардувань узбережжя Адріатичного узбережжя Італії та широкомасштабної німецько-австро-угорської підводної війни в Середземному морі. Зі сторони союзників здебільшого зусилля обмежувалися блокуванням флотів противника в Адріатиці, що було успішним щодо надводних сил, але виявилося неефективним для підводних човнів, які знаходили безпечні гавані та проходи з цього району, чим користалися протягом усієї війни.

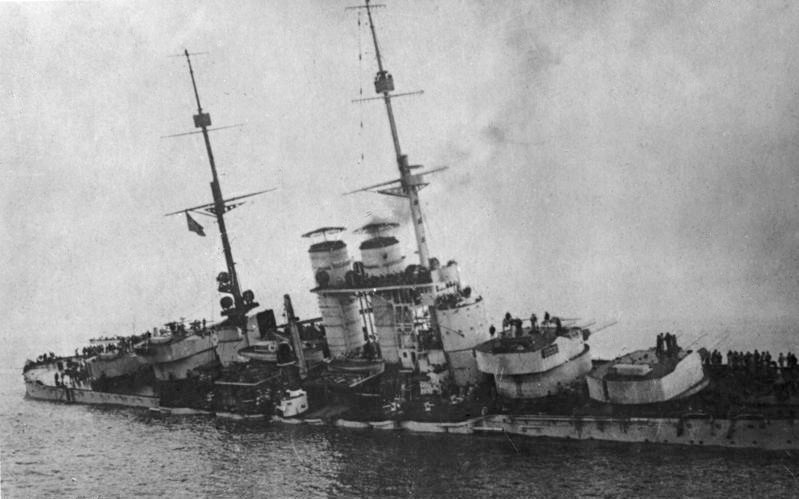
Тонучий австро-угорський лінкор «Сент Іштван». 1916

Більшу частину війни італійський та австро-угорський флоти відносно пасивно спостерігали за своїми супротивниками. 27 вересня 1915 року італійський флот втратив лінкор «Бенедетто Брін» у Бриндізі та 2 серпня 1916 року дредноут «Леонардо да Вінчі» у Таранто в результаті вибуху порохового льоху (хоча ходили чутки про австрійську диверсію). На останньому етапі війни італійці застосували новий тип зброї: човни MAS, які 10 червня 1918 року потопили австро-угорський лінкор «Сент Іштван» в Адріатичному морі; і ранній тип людино-торпеди (під кодовою назвою Mignatta, або «п'явка»), яка 1 листопада 1918 року увійшла у гавань Пули та потопила австро-угорський флагман «Вірібус Унітіс», незабаром після того, як весь австро-угорський флот був переданий новоствореній нейтральній Державі словенців, хорватів і сербів. Лінкор «Теґеттгофф» (сістер-шип попередніх двох) був переданий Італії в 1919 році як військова репарація.

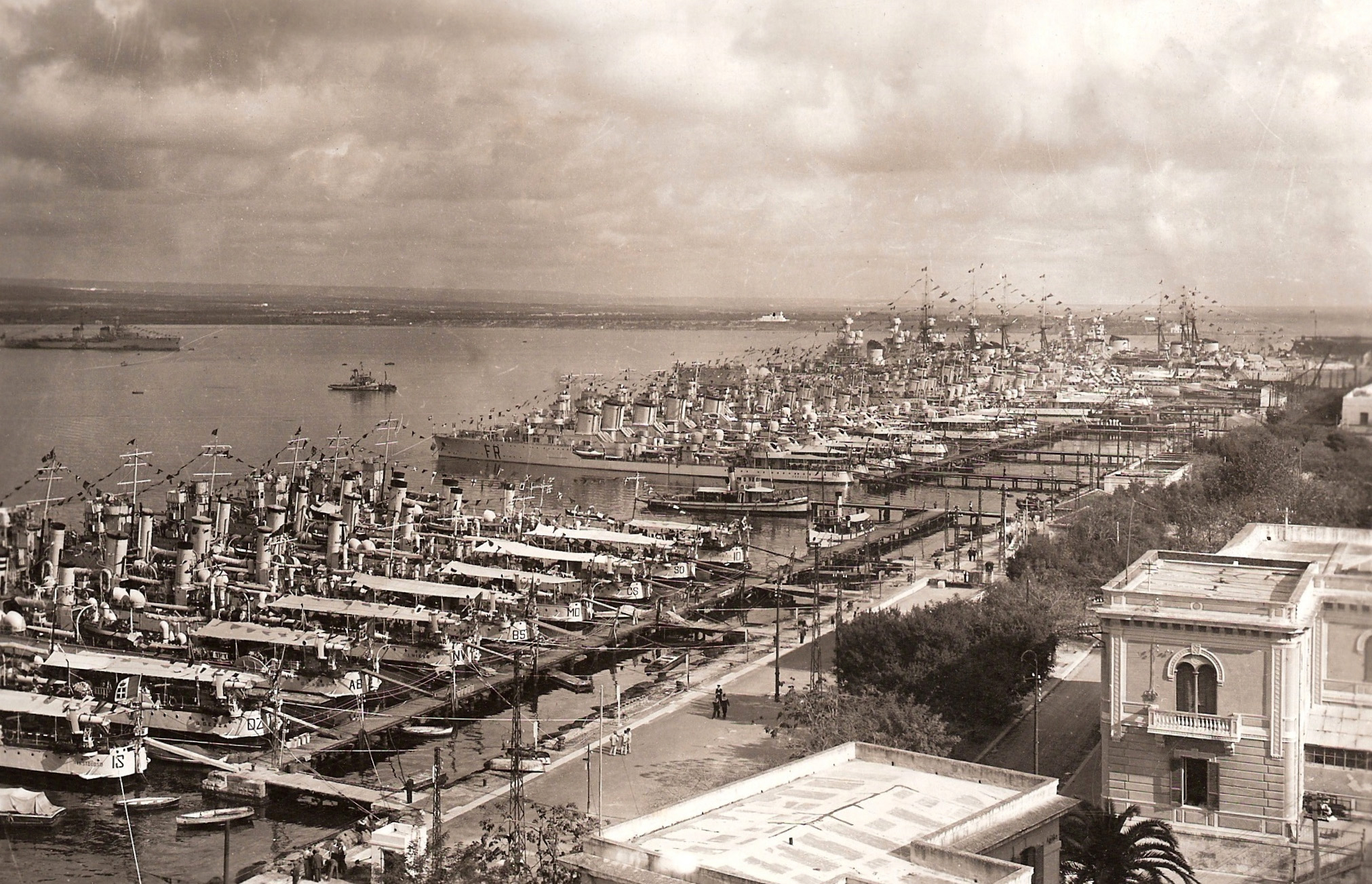
Військово-морська база флоту Італії в Таранто. 1921

### Інтербеллум
У міжвоєнні роки уряд Італії взявся за модернізацію свого флоту таким чином, щоб він міг досягти панування над Середземним морем. Італійські військово-морські планувальники також хотіли мати достатню кількість сил і засобів, здатних протистояти британському Королівському флоту, особливо після приходу до влади фашистів. Британська реакція на інцидент на Корфу змусила Беніто Муссоліні та його військових радників переконатися, що Італія «ув'язнена в Середземному морі» через британські бази в Гібралтарі, Суецькому каналі, Мальті та Кіпрі. Однак, військово-морське будівництво усіх флотів того часу обмежувалося умовами Вашингтонської морської конференції. Договір 1922 року, який вимагав паритету військово-морських сил між італійським і французьким флотами з рівною загальною водотоннажністю лінійних кораблів і авіаносців, і він серйозно вплинув на розвиток італійського флоту в період між двома світовими війнами. Наприкінці 1920-х і на початку 1930-х років розпочалася програма будівництва нових кораблів, зосереджуючись спочатку на крейсерах водотоннажністю до 10 000 тонн, потім на будівництві есмінців і підводних човнів і, нарешті, на будівництві нових лінійних кораблів типу «Літторіо». Також були розроблені плани модернізації лінійних кораблів типу «Конте ді Кавур» і «Андреа Доріа». Запровадження цих програм з нарощування спроможностей флоту були відповіддю на французькі військово-морські сили, оскільки до середини 1930-х років французи розглядалися як найбільш імовірний противник у гіпотетичному конфлікті.
На замовлення Королівських ВМС промисловість Італії будувала швидкісні кораблі, озброєні гарматами великої дальності стрільби, щоб дати італійським кораблям можливість мінімізувати тісний контакт у разі сутички з кораблями британського Королівського флоту, екіпажі яких були більш досвідченими. Теоретично це дозволило б їм вступати в бій або відриватися від противника на власний розсуд і дозволяло б їм вражати ворога, коли той ще не міг завдати удару у відповідь. Для досягнення цієї переваги італійські компанії розробили нові гармати з більшою дальністю стрільби, які переважали їхні британські аналоги аналогічного калібру.
Одночасно найважливішим параметром капітальних кораблів визначалася швидкість. Італійські крейсери, побудовані в 1920-х роках, такі як «Джованні делле Банде Нере», були побудовані за новими проєктами і відносно тонкою бронею. Але, в підсумку це зіграло вирішальну роль у ряді морських битв, включаючи битву біля мису Спада. Пізніші класи крейсерів, такі як «Зара» та «Кондотьєрі», були побудовані за більш збалансованою конструкцією з товстішою бронею.
Роботи з модернізації чотирьох лінійних кораблів часів Великої війни перетворилися на значну реконструкцію, внаслідок чого від оригінальної конструкції лінкорів залишилося лише 40 %. Основне озброєння корабля також було модернізовано: замість 13 305-мм гармат було встановлено 10 гармат калібру 320-мм. Були демонтовані середня і центральна башти судна. Щоб збільшити швидкість, вугільні котли замінили сучасними котлами, що працювали на мазуті. В результаті реконструкції кораблі повністю поміняли силует; замість типового дредноута з двома широко розставленими трубами та невеликими надбудовами вийшов сучасний корабель з близько розташованими трубами, обтічними надбудовами та елегантним форштевнем. Незважаючи на те, що кораблі були вдосконалені, вони все ще не зрівнялися за характеристиками з лінійними кораблями типу «Квін Єлизабет» та лінійними крейсерами типу «Рінаун», обидва класи мали гармату більшого калібру та міцніше бронювання.
Хоча наукові дослідження таких пристроїв стеження, як радар і сонар, проводилися в італійських університетах і військових лабораторіях такими людьми, як Уго Тіберіо і Гульєльмо Марконі, консервативне італійське керівництво мало цікавилося цими новими технологіями і не використовувало їх для вдосконалення ефективності італійських бойових кораблів. Так само не вживалося заходів технологічного прогресу у радіодалекомірах і пристроях керування стрільбою для нічних боїв. Головним чином це було пов'язано з впливом адмірала Доменіко Каваньярі, якого Муссоліні призначив начальником штабу ВМС у 1933 році, а пізніше підвищив до міністра ВМС. У листі до адмірала Якіно він написав італ. «procedere con estrema cautela nell'accettare brillanti novità tecniche che non siano ancora collaudate da una esperienza pratica enoughemente lunga», що можна перекласти як «діяти з надзвичайною обережністю щодо блискучих технічних інновацій, які ще не були перевірені або з якими немає практичного досвіду». Таким чином, італійський флот вступив у Другу світову війну з помітною технічною відсталістю перед британським Королівським флотом. Альберт Кессельрінг, головний командувач силами Осі в Середземному морі, зауважив, що італійський флот був силою «гарної погоди», яка не могла ефективно діяти вночі або в умовах суворого моря.
У 1928 році єдине командування ВМС (італ. Armata Navale) було розформовано, а флот розділено на дві ескадри (італ. Squadre navali), одна з яких базувалася в Спеції, а друга — в Таранто.

#### Участь італійських ВМС у передвоєнних конфліктах
Regia Marina відіграла обмежену роль у вторгненні в Ефіопію. Через те, що Ефіопська імперія не мала виходу до моря, флот відіграв важливу роль лише у доставці та постачанні військ вторгнення через порти Сомалі та Еритреї.
Під час італійського втручання в громадянську війну в Іспанії італійський флот направив військово-морські частини на підтримку Італійського добровольчого корпусу (італ. Corpo Truppe Volontarie). Приблизно 58 італійських підводних човнів брали участь в операціях проти іспанського республіканського флоту. Ці підводні човни були організовані в легіон підводних човнів і підтримували дії підводних човнів Крігсмаріне в рамках операції «Урсула». Щонайменше два республіканські вантажні судна, одне радянське і панамське, були або потоплені, або змушені італійськими есмінцями сісти на мілину поблизу Сицилійської протоки. Два легкі крейсери брали участь в обстрілі Барселони і Валенсії в 1937 році, в результаті чого загинули понад 30 мирних жителів.
У квітні 1939 році італійський флот підтримував та прикривав вторгнення Королівської армії в Албанію. Усі сухопутні сили, задіяні у вторгненні, перетнули Адріатичне море з материкової Італії, і перекидання військ відбулося без інцидентів.

### Друга світова війна
10 червня 1940 року, через місяць після німецького блискавичного вторгнення до Франції та Нижніх країн, Королівство Італія оголосило війну Франції та Великій Британії та вступило у Другу світову війну. Італія вступила у війну, маючи п'ятий за величиною флот у світі. Італійський диктатор Беніто Муссоліні вважав контроль над Середземним морем важливою передумовою для розширення своєї «Нової Римської імперії» і зазіхав на Ніццу, Корсику, Туніс і Балкани. Муссоліні описав Середземне море як «Mare Nostrum» (Наше море). Виходячи з цієї парадигми, на цьому етапі його правління, військово-морське будівництво у Королівстві значно прискорилося.
Перед оголошенням війни італійські сухопутні та повітряні сили готувалися завдати удару по розбитих французьких військах через кордон на фоні італійського вторгнення у Францію. Навпаки, Королівський флот готовий був забезпечити захист ліній комунікацій між Італією, Лівією та східноафриканськими колоніями. Італійське верховне командування (італ. Comando Supremo) не схвалило план, розроблений італійським військово-морським штабом (італ. Supermarina) щодо окупації слабо захищеної Мальти, але згодом це було визнано стратегічною помилкою. Британське верховне командування, вважаючи, що Мальту неможливо захистити через близькість авіабаз італійських Королівських ПС в Італії, Сицилії та Лівії, фактично не докладало зусиль для зміцнення оборони островів. Отже, на початку війни на острові було лише 42 зенітні гармати та дванадцять Gloster Sea Gladiator, половина з яких лежала в ящиках на пристані.

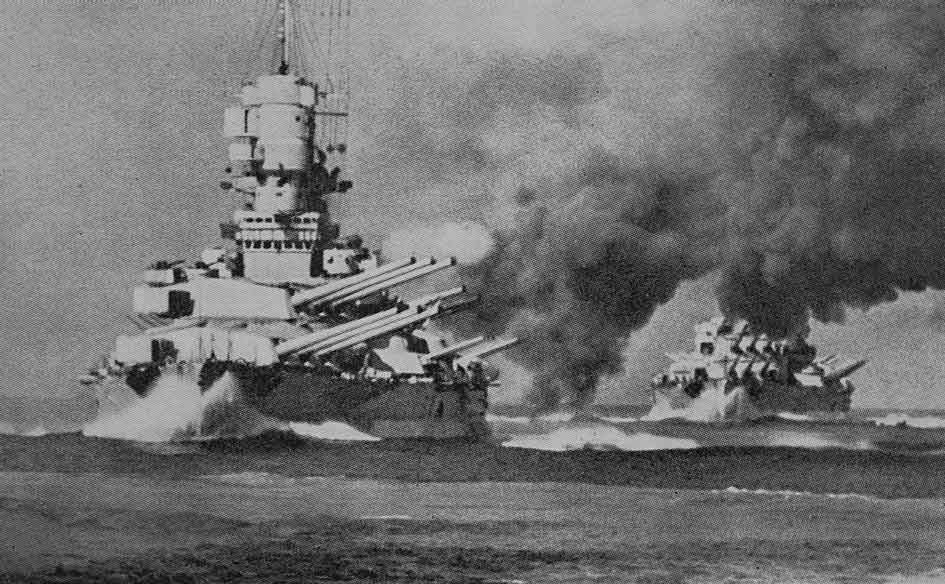
Італійські лінкори «Вітторіо Венето» і «Літторіо» ведуть вогонь з гармат головного калібру під час бою в Середземному морі

Вступаючи у війну, Королівські військово-морські сили Італії мали низку обмежень. Хоча були доступні значні сили та засоби, щоб кинути виклик британському Королівському флоту за контроль над Середземним морем, італійці не зосереджувалися на впровадженні у військово-морську техніку та озброєння найсучасніших технологічних досягнень, як-то радарів і гідролокаторів. Це означало, що в нічних боях або в негоду італійські кораблі не могли своєчасно виявити наближення своїх британських супротивників. Під час бою вони могли відстрілюватися від зброї лише в тому випадку, якщо вони могли візуально визначити місцезнаходження своїх цілей.
Флот налічував шість лінійних кораблів, які могли боротися за контроль над Середземним морем, чотири найсучасніші з яких були переобладнані на початку війни. Крім шести головних кораблів, італійці мали 19 крейсерів, 59 есмінців, 67 міноносців і 116 підводних човнів. Хоча італійський флот мав кілька швидкохідних нових крейсерів з хорошою дальністю стрільби, старіші класи були легкої конструкції та мали неадекватну захисну броню. Чисельно італійський флот був величезним, але мав у своєму складі велику кількість старих суден, і служба загалом проводила недостатньо часу в морі для навчання екіпажу.
Дефіцит сировини в Італії означало, що флот мав великі труднощі з будівництвом нових кораблів протягом війни. Таким чином, командування флоту обережно поводилося з активами, які вони мали. У той час як командири союзників на морі мали достатній ступінь автономії та свободу у веденні бою своїх кораблів, коли це дозволяли обставини; італійські ж командири навпаки, вони були зобов'язані радитися кожного разу зі своїм штабом перед тим, як вступити в бій, який потенційно міг призвести до їх втрат. Ці забюрократизовані ланцюги управлінських рішень призводили у свою чергу до затримок, і навіть коли італійці мали явну перевагу у силах і засобах, це зводило нанівець можливість здобути перемогу. Приклад трапився у вересні 1940 року, коли Британське адміралтейство проводило черговий мальтійський конвой «Капелюхи», в якій італійці мали переважаючі сили, але так і не змогли застосувати їх і проґавили можливість зірвати проходження конвою союзників до обложеної Мальти.
Військові кораблі італійського флоту мали загальну репутацію добре спроєктованих і надійних. Італійські малі штурмові катери виправдали очікування і були відповідальними за багато успішних дій у Середземному морі. Хоча на італійських військових кораблях не було радарів, за гарної погоди це було частково компенсовано хорошими оптичними далекомірами і передовими системами керування вогнем.
Разом з цим, італійському флоту не вистачало повітряного озброєння. Верховне командування вважало, що, оскільки італійський флот діятиме виключно в Середземному морі, їхні кораблі ніколи не будуть знаходитися далеко від аеродрому, тому час і ресурси, що потрібні для розробки військово-морської авіації можна спрямувати на інші напрями. Й зрештою, у кількох випадках це виявилося проблематичним. Незважаючи на те, що на початку війни італійці будували авіаносці «Аквіла» і «Спарвіеро», жоден з них так і не був завершений. Нарешті, відсутність природних запасів нафти та подальший дефіцит нафтопродуктів серйозно перешкоджали масштабним операціям флоту.

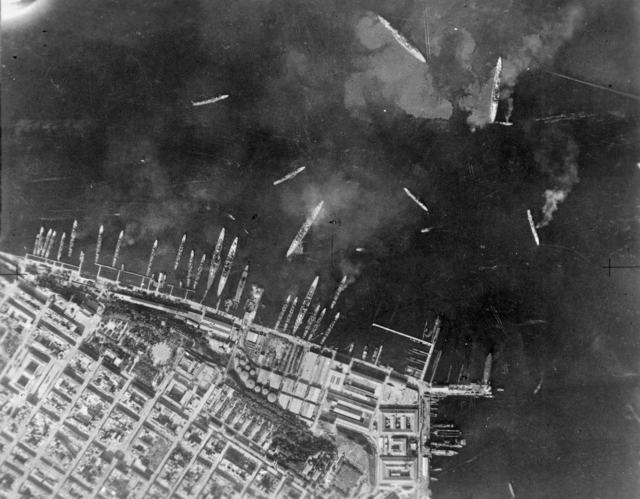
Наслідки ударів британської палубної авіації по італійській базі в Таранто. Листопад 1940

#### Битва на Середземному морі
Основним театром війни на морі для Королівських ВМС стало Середземне море. Два з половиною роки італійці та Королівський флот Великої Британії вели боротьбу за контроль над цим геостратегічним регіоном. Основною метою італійського флоту стала підтримка сил Осі в Північній Африці, блокування комунікаційних шляхів постачання противника до Александрії та Мальти. У свою чергу, основні зусилля Королівського флоту зосереджували на тому, щоб підтримувати постачання військових і населення Мальти, а також, по-друге, зривати конвойні перевезення Осі до Північної Африки.
Перша велика подія сталася 11 листопада 1940 року, коли британський авіаносець «Іластріас» запустив дві хвилі біпланів-торпедоносців Fairey Swordfish у нічний наліт на італійський флот, який базувався на військово-морській базі Таранто. Наліт виявився абсолютно раптовим для італійців, і три лінійні кораблі були потоплені.

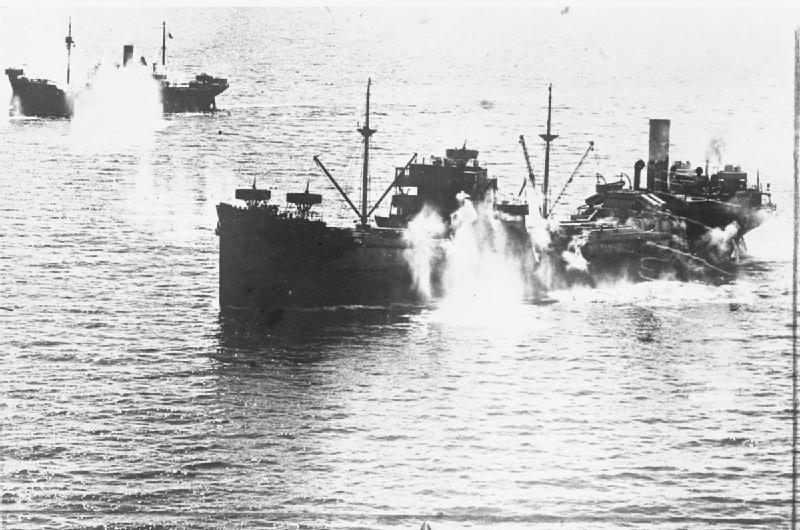
Італійський конвой під ударами британських важких винищувачів «Бофайтер» у східному Середземномор'ї

Іншої серйозної поразки було завдано італійському Королівському флоту в бою біля мису Матапан, де британський і австралійський Королівські флоти за одну ніч 29 березня перехопили та знищили три італійські важкі крейсери одного класу («Зара», «Пола» і «Фіуме») і два есмінці типу «Оріані»; італійці втратили понад 2300 моряків. Союзники завдяки перехопленням радіоелектронної розвідки та криптоаналізу «Ультра», своєчасно виявляли напрями і рух італійського флоту, а за допомогою радарів визначати точне місцезнаходження кораблів, що допомагало британцям наводити зброю на відстані та вночі. Кращі навички повітряної розвідки авіації Королівського флоту та їх тісна і взаємоузгоджена співпраця з надводними підрозділами також були одними з основних причин фіаско Італії в битві на морі.
19 грудня 1941 року британські лінкори «Квін Елізабет» і «Валіант» були пошкоджені в порту Александрії магнітними мінами, встановленими італійськими бойовими плавцями, які проникли на підводному човні «Шире». В результаті цієї зухвалої атаки обидва капітальні кораблі були виведені зі строю майже на два роки. Ця дія, що відбулася після втрати «Принца Уельського» та «Ріпалса» в Південно-Китайському морі, значно послабила надводні сили британського Королівського флоту й серйозно ускладнило його спроможність протистояти італійській експансії та намаганням встановити контроль над східним Середземномор'ям.
У ніч на 19 грудня З'єднання K, що складалося з трьох крейсерів і чотирьох есмінців, що базувалися на Мальті, наразилося на італійське мінне поле біля Триполі. Три крейсери потрапили на міни, при цьому крейсер «Нептун» загинув разом із есмінцем «Кандагар». Крім того, серйозні пошкодження отримав ще один есмінець. Загалом загинуло 800 моряків, а З'єднання K, яке фактично блокувало конвої країн Осі, було виведено зі строю. Ця серія успіхів дозволила італійському флоту досягти військово-морської переваги в центральній частині Середземного моря. У поєднанні з інтенсивною кампанією бомбардувань Мальти, шляхи постачання Осі з Південної Європи до Північної Африки були майже недосяжні для ураження силами британців або їхніх союзників протягом наступних кількох місяців.
Скориставшись ситуацією, яка виникла внаслідок успішно проведених операцій, італійський флот перейшов у наступ, заблокувавши або потрощивши три великі союзницькі конвої, що прямували на Мальту. Це призвело до низки морських боїв, включаючи другу битву за Сірт у березні 1942 року, операції «Гарпун», «Вігорос» і «П'єдестал». Усі ці зіткнення закінчилися сприятливо для країн Осі. Незважаючи на цю активність, єдиним реальним успіхом надводних сил італійського флоту стала атака на конвой «Гарпун» за підтримки авіації країн Осі. Наслідком такої операції стало затоплення і пошкодження кількох військових кораблів союзників. Лише два транспортні судна з перших шести, що перебували в конвої, дісталися Мальти. Це була єдина беззаперечна перемога італійських надводних сил у розмірі ескадри у Другій світовій війні.
Незважаючи на значні втрати, яких зазнали транспортні судна та ескортні сили конвою «П'єдестал», доставлені нафтопродукти та припаси дозволили майже голодуючому острову Мальта продовжувати триматися. У листопаді 1942 року, після висадки союзників у Північній Африці, операції «Смолоскип», доля війни повернулася проти італійців. Їхні морські конвої день за днем потерпали від ударів противника через домінування союзників у повітрі та на морі. Морський шлях між Сицилією і Тунісом став відомий як «шлях смерті». У травні 1943 року, після кількох років протистояння війська Осі були змушені капітулювати в Тунісі, завершивши кампанію в Північній Африці.
Королівські військово-морські сили Італії добросовісно й відважно виконували свої обов'язки з конвоювання транспортів з військами та припасами до Північної Африки, але технічно поступалися противникові. Італійські кораблі покладалися на швидкість, але могли бути легко пошкоджені снарядом чи торпедою через свою відносно тонку броню. Смертельним і останнім ударом по італійському флоту став брак палива, що змусило його основні сили стояти на базах на якорі протягом більшої частини останнього року італійського союзу з Німеччиною.

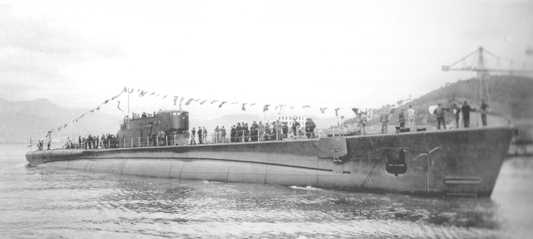
Італійський підводний човен «Енріко Таццолі», що базувався на базі BETASOM і брав участь у битві за Атлантику

#### Битва за Атлантику
З 10 червня 1940 року підводні човни Королівства Італія почали брати участь у битві за Атлантику, взаємодіючі із підводними човнами нацистської Німеччини. Італійські підводні човни базувалися в Бордо, Франція, на базі BETASOM. 32 італійські підводні човни, які діяли в Атлантиці й більше підходили для ведення бойових дій в акваторії Середземного моря, ніж для Атлантичного океану, потопили 109 суден союзників загальною водотоннажністю 593 864 тонни.
Regia Marina навіть планувала у грудні 1942 року атаку на гавань Нью-Йорка за допомогою надмалих підводних човнів, але цей план був відкладений з багатьох причин і в результаті так і не був реалізований.

#### Червоне море
Спочатку італійські війська досягли значного успіху в Східній Африці. З 10 червня 1940 року Червономорська флотилія італійців, що базувалася в Массауа, Еритрея, становила потенційну загрозу для кораблів союзників, які перетинали Червоне море між Індійським океаном і Середземним морем. У серпні 1940 року ця загроза зросла із захопленням Італією Британського Сомалі, що дозволило італійцям використовувати порт Бербера; однак у січні 1941 року війська Британії та Співдружності розпочали успішну контрнаступальну операцію в Східній Африці, і загроза, яку становила флотилія Червоного моря, зникла.
Значна частина флотилії Червоного моря була знищена в результаті ворожих дій у перші місяці війни або під час захоплення порту Массауа у квітні 1941 року. Проте було кілька кораблів, що вціліли. У лютому 1941 року, перед падінням Массауа, колоніальний корабель «Еритрея» та допоміжні крейсери «Рамб I» та «Рамб II» прорвалися до Індійського океану та відпливли до Кобе, Японія. «Рамб I» був потоплений біля Мальдів новозеландським крейсером «Ліндер», «Еритрея» та «Рамб II» дісталися Кобе. Коли порт Массауа був захоплений військами противника, чотири підводні човни — «Альберто Гульєльмотті», «Галілео Ферраріс», «Перла» та «Аркімеде» — вийшли з Массауа на південь, обігнули мис Доброї Надії та зрештою прибули до окупованого Німеччиною французького порту Бордо. Один або два італійських торговельних судна з флотилії Червоного моря дісталися Мадагаскару, який контролювався Францією Віші.
10 червня 1941 року британці розпочали операцію «Хронометр», висадивши батальйон військ британської Індійської армії в Ассабі, останній італійській гавані на Червоному морі. До 11 червня Ассаб був узятий. Через два дні, 13 червня, індійський траулер Parvati став останньою військово-морською втратою Східноафриканської кампанії, коли він наразився на якірну міну поблизу Ассаба.

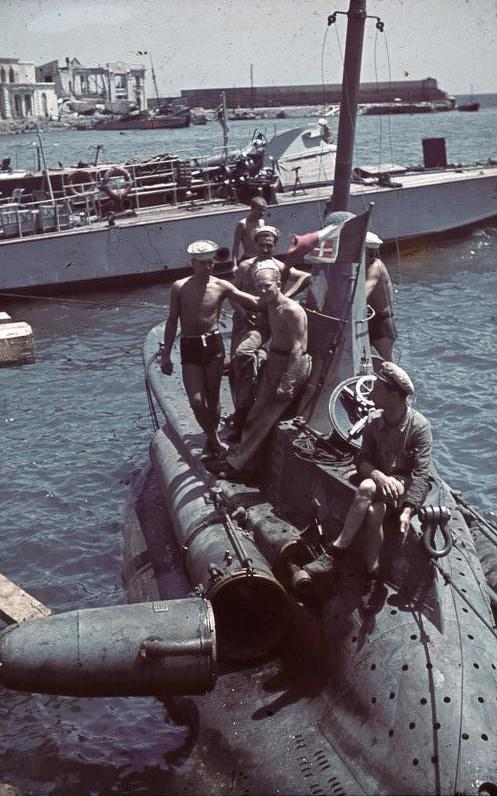
Італійський надмалий підводний човен типу «CB» у Криму (імовірно Севастополь), 1942

#### Кампанія на Чорному морі
У травні 1942 року на прохання Німеччини італійський флот відправив в акваторію Чорного моря чотири 24-тонні швидкісні торпедні катери MAS, шість надмалих підводних човнів класу «CB», п'ять торпедних катерів і п'ять вибухонебезпечних катерів. Судна транспортували їх суходолом до річки Дунай у Відні, а потім перекидання здійснювалося річкою до румунської Констанці. Флотилія активно і успішно діяла протягом Чорноморської кампанії, базуючись у Ялті та Феодосії.
Після того, як Італія вийшла з війни, більшість італійських суден на Чорному морі було передано нацистській Крігсмаріне. На початку 1944 року шість човнів MAS і п'ять вцілілих надмалих підводних човнів були передані Королівському флоту Румунії. До серпня 1944 року вони були захоплені радянськими військами, коли Червона армія здобула Констанцу.

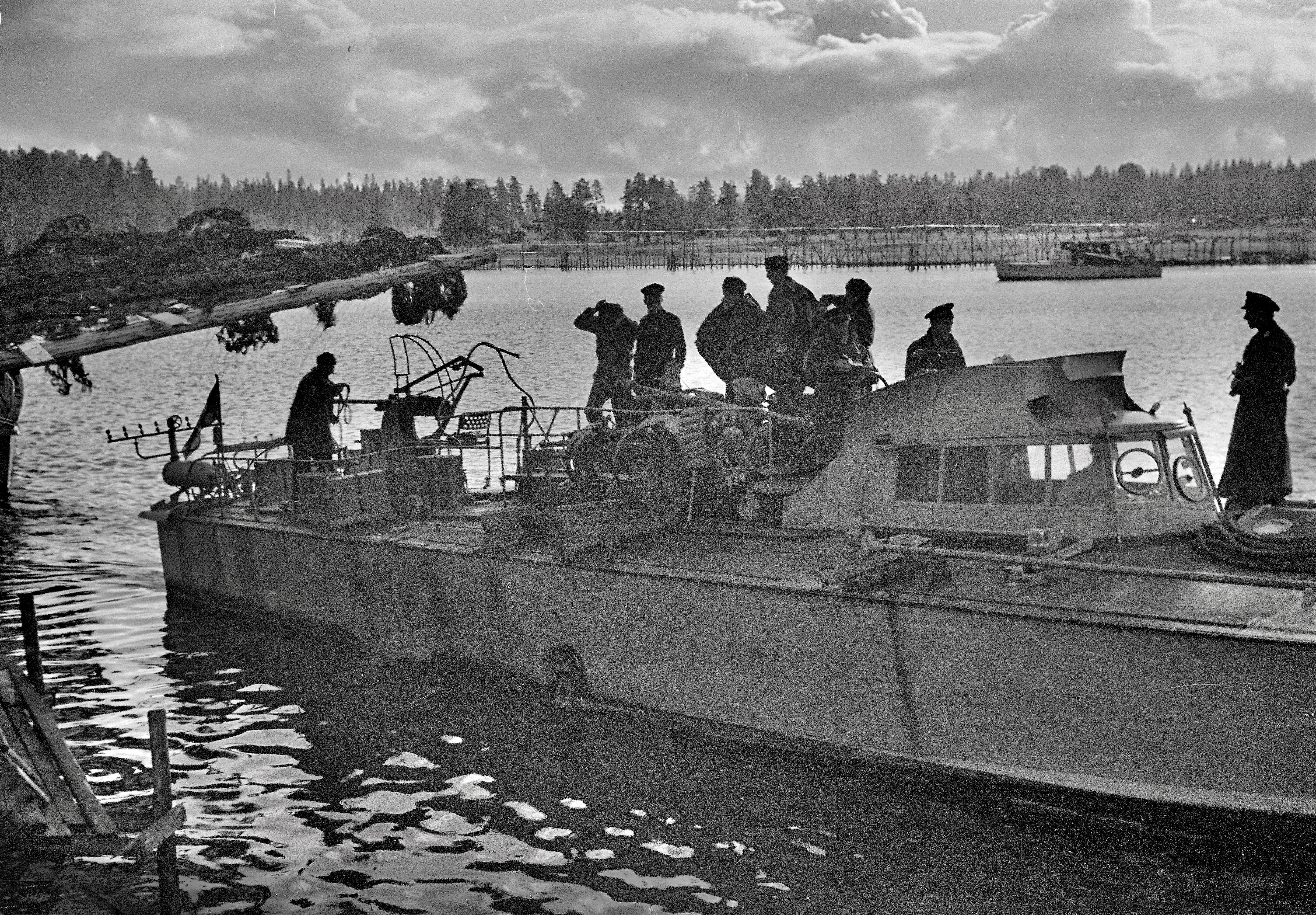
Італійське швидкісні човни MAS готуються до навчального виходу. Ладозьке озеро. 20 жовтня 1942

#### Балтійське море та Ладозьке озеро
У період з 21 червня і 21 жовтня 1942 року від Королівських ВМС Італії на Ладозькому озері діяла невелика флотилія з чотирьох човнів MAS. Італійські човни входили до військово-морського загону «K», у якому також перебували німецькі та фінські кораблі, що протистояли радянським канонерським човнам, катерам і суднам постачання під час блокади Ленінграда. Італійські торпедні кораблі були передислоковані з Ладозького озера до Таллінна наприкінці жовтня 1942 року і згодом увійшли до складу ВМС Фінляндії.

#### Далекий Схід
З 1901 року італійський флот мав військово-морську базу на концесійній території Тяньцзінь у Китаї. Основними італійськими кораблями, що базувалися в Китаї, були мінний загороджувач «Лепанто» та канонерський човен «Карлотто». В ході Другої світової війни італійські кораблі постачання, допоміжні крейсери та підводні човни діяли у водах Далекого Сходу, часто замасковані під кораблі інших держав. Італійці також використовували контрольовані Японією порти, такі як Шанхай і Кобе.
Сім італійських підводних човнів, що базувалися на базі BETASOM у Франції, були переобладнані італійцями в «транспортні підводні човни» для обміну рідкісними або незамінними товарами з Японією. Підводні човни «Альпіно Баньоліні», «Агостіно Барбаріго», «Команданте Каппеліні», «Джузеппе Фінці», «Реджинальдо Джуліані», «Енріко Таццолі» та «Луїджі Тореллі» були переобладнані для служби в так званій мусонній групі (італ. "Monsun Gruppe").
Дванадцять додаткових транспортних підводних човнів класу «R» — проривачів блокади — були спеціально розроблені для торгівлі з Далеким Сходом, але лише два з цих суден «Ремо» і «Ромоло») були завершені до того, як Італія вийшла з війни. Обидві ці підводні човни були знищені діями союзників майже одразу після їх спуску на воду.

#### Перемир'я із союзниками
У вересні 1943 року італійський диктатор Беніто Муссоліні був скинутий, і новий уряд Італії погодився на перемир'я з союзниками. За умовами цього перемир'я Королівські ВМС мали перевести свої кораблі до баз союзників. Більшість перейшла до Мальти, але флотилія зі Спеції попрямувала до Сардинії; на шляху була перехоплена та атакована німецькою авіацією. В результаті ударів німецьких бомбардувальників Dornier Do 217K-2 III./KG 100 Wiking керованими планеруючими бомбами Fritz X італійський лінкор «Рома» був потоплений. Серед 1600 моряків, які загинули на борту «Роми», був італійський головнокомандувач ВМС адмірал Карло Бергаміні.
Коли кораблі стали доступними для нового уряду Італії, для боротьби на боці союзників були сформовані оновлені ВМС Італії. Інші кораблі були захоплені в портах німцями або затоплені їхніми екіпажами. Кілька екіпажів Regia Marina вирішили боротися за новий фашистський режим Муссоліні в Північній Італії, в Італійській соціальній республіці. Пронімецький національно-республіканський флот Муссоліні (італ. Marina Nazionale Repubblicana) поступався у двадцять разів італійському флоту, що бився на боці західних союзників. На Далекому Сході японці окупували італійську концесійну територію в Тяньцзіні.
Не маючи повної довіри італійським адміралам та офіцерам і великі сумніви щодо лояльності екіпажів, значна кількість кораблів флоту була інтернована в Єгипті. У червні 1944 року менш потужним лінкорам («Андреа Доріа», «Дуіліо» та «Джуліо Чезаре») дозволили повернутися в гавань Огаста на Сицилії для навчання. Інші, «Вітторіо Венето» та «Італія» (колишній «Літторіо»), залишалися в Ісмаїлії на Суецькому каналі до 1947 року. Після війни «Джуліо Чезаре» було передано Радянському Союзу як контрибуція, де перейменували на «Новоросійськ».
До завершення війни в Європі італійські легкі крейсери брали участь у морській війні в Атлантичному океані, де залучалися до патрулювання проти німецьких рейдерів. У Середземному морі служили невеликі кораблі, в основному підводні човни і міноносці. В останні дні війни лідери союзників почали обговорювати можливість залучення італійських лінійних кораблів та крейсерів до участі у війні на Тихому океані.
Чотири італійські підводні човни на момент перемир'я в Кассіблі перебували на Далекому Сході, транспортуючи рідкісні вантажі до Японії та Сінгапуру: «Амміральйо Каньї», «Команданте Каппеліні», «Реджинальдо Джуліані» та «Луїджі Тореллі». Екіпаж «Каньї» дізнався про перемир'я та здався британському Королівському флоту біля Дурбану. «Каппелліні», «Джуліані» та «Тореллі» та їхні екіпажі були тимчасово інтерновані японцями. Човни передали німецькому командуванню підводних сил, і зі змішаними німецько-італійськими екіпажами вони продовжували воювати проти союзників. Німецький флот призначив нових офіцерів на три підводні човни. Три були перейменовані на UIT-23, UIT-24 і UIT-25 і брали участь у німецьких військових операціях на Тихому океані. «Джуліані» був потоплений британським підводним човном «Теллі-Го» у лютому 1944 року.
У травні 1945 року, після капітуляції Німеччини, інші два кораблі були експропрійовані японським імператорським флотом. Близько двадцяти італійських моряків продовжували битися з японцями. «Луїджі Тореллі» залишався активним до 30 серпня 1945 року, коли в японських водах цей останній підводний човен фашистської Італії збив американський бомбардувальник B-25 «Мітчелл» ПС армії США.

### Післявоєнний час
Після закінчення війни Королівські військово-морські сили Італії розпочали тривалий і складний процес військового будівництва, спрямованого на зміцнення та вдосконалення обороноздатності флоту та Збройних сил Італії в цілому. На початку війни італійський флот посідав четверте місце у світі, маючи низку сучасних або модернізованих кораблів. Але, війна на морі для італійських ВМС була дуже коштовною. Значна частина його інфраструктури та баз були непридатні для використання, а порти заміновані та заблоковані затонулими кораблями. Однак велика кількість його військово-морських підрозділів пережила війну, хоча й у низькоефективному стані. Це було пов'язано з конфліктом і віком багатьох суден.
Кораблі, які залишилися:
- 2 недобудовані та пошкоджені авіаносці
- 5 лінкорів
- 9 крейсерів
- 11 есмінців
- 22 фрегати
- 19 корветів
- 44 швидкісні патрульні катери берегової охорони
- 50 тральщиків
- 16 десантних кораблів
- 2 навчальні кораблі
- значна кількість підводних човнів різних типів

2 червня 1946 року італійська монархія була скасована народним референдумом. Умберто II оголосив про кінець існування Королівства Італії, і його замінила Італійська Республіка. Regia Marina стала основою ВМС Італійської Республіки (італ. Marina Militare).